# Latilumbus palliventris
Latilumbus palliventris är en stekelart som beskrevs av Henry Keith Townes, Jr. 1971. Latilumbus palliventris ingår i släktet Latilumbus och familjen brokparasitsteklar. Inga underarter finns listade i Catalogue of Life.